# Зорге (телесериал)
«Зо́рге» — российский 12-серийный телесериал режиссёра Сергея Гинзбурга. Лауреат приза «Лучший телесериал» конкурса «ТЭФИ-Летопись Победы».
Премьера многосерийного фильма состоялась с 8 по 18 апреля 2019 года на «Первом канале».

## Сюжет
В основе сюжета драматическая жизнь и судьба легендарного разведчика Героя Советского Союза Рихарда Зорге. Особое внимание уделяется периоду работы Зорге журналистом при посольстве Германии в Японии — как резидента советской разведки с псевдонимом «Рамзай», вхожего в самые высокие круги и имеющего доступ к секретной информации.
Сюжет фильма имеет мало общего с реальными событиями периода работы разведгруппы Рихарда Зорге в Японии: помимо массы выдуманных сюжетных линий и событий, в фильме также присутствует большое количество вымышленных персонажей, не существовавших в действительности.

## В ролях
| Актёр               | Роль                                |
| ------------------- | ----------------------------------- |
| Александр Домогаров | Рихард Зорге                        |
| Сион Накамару       | Ханако Исии, гражданская жена Зорге |
| Дзюнсукэ Киносита   | Такаги, помощник Зорге              |
| Андрей Леонов       | Макс Клаузен, радист Зорге          |
| Юлия Ауг            | Анна Клаузен, шифровальщица Зорге   |
| Иван Шибанов        | Бранко Вукелич                      |
| Татьяна Космачёва   | Эдит, его жена                      |
| Александр Ким       | шанхайский связной Зорге            |
| Анатолий Дзиваев    | Сталин                              |
| Константин Глушков  | Поскрёбышев                         |
| Анатолий Котенёв    | Берзин                              |
| Василий Мищенко     | Ворошилов                           |
| Сергей Багиров      | Берия                               |
| Игорь Фурманюк      | Ежов                                |
| Сергей Бызгу        | Люшков                              |

| Актёр            | Роль                                                |
| ---------------- | --------------------------------------------------- |
| Андрей Руденский | генерал-майор Ойген Отт, германский посол в Японии  |
| Ян Гэ            | Тоши, певица из немецкого ресторана                 |
| Виктория Исакова | Гельма Отт, жена посла                              |
| Юрий Лахин       | Херфер, журналист из Берлина                        |
| Сергей Рудзевич  | журналист из Харбина                                |
| Анна Бачалова    | Патриция, журналистка из Шанхая                     |
| Николай Юшкевич  | Гюнтер, офицер гестапо                              |
| Сергей Гинзбург  | Шлезингер, офицер СД при посольстве в Токио         |
| Валентин Самохин | Шульц, чиновник из посольства                       |
| Александр Зуев   | Шильдкнехт, полковник вермахта для особых поручений |
| Гэн Сэто         | полковник Каваи, начальник японской контрразведки   |
| Осаму Ямамото    | майор Осаки                                         |
| Дин Фан          | лейтенант Ямато                                     |
| Синсё Накамару   | шеф токийской полиции                               |
| Тосихидэ Оницука | Ётоку Мияги                                         |